# Maxime Laheurte
Maxime Laheurte (Gérardmer, 20 maggio 1985) è un combinatista nordico francese.

## Biografia
In Coppa del Mondo ha esordito il 30 gennaio 2005 a Sapporo (25°) e ha ottenuto il primo podio il 3 dicembre 2006 a Lillehammer (3°).
In carriera ha preso parte a tre edizioni dei Giochi olimpici invernali, Vancouver 2010 (38° nel trampolino lungo, 4° nella gara a squadre), Soči 2014 (17º nel trampolino normale, 27º nel trampolino lungo, 4º nella gara a squadre) e Pyeongchang 2018 (11º nel trampolino normale, 14º nel trampolino lungo, 5º nella gara a squadre), e a sette dei Campionati mondiali, vincendo due medaglie.

## Palmarès

### Mondiali
- 2 medaglie:
  - 1 oro (gara a squadre dal trampolino normale a Val di Fiemme 2013)
  - 1 bronzo (gara a squadre dal trampolino normale a Falun 2015)

### Mondiali juniores
- 3 medaglie:
  - 2 argenti (gara a squadre a Schonach 2002; gara a squadre a Rovaniemi 2005)
  - 1 bronzo (gara a squadre a Sollefteå 2003)

### Coppa del Mondo
- Miglior piazzamento in classifica generale: 15º nel 2007
- 11 podi (2 individuali, 9 a squadre):
  - 4 secondi posti (a squadre)
  - 7 terzi posti (2 individuali, 5 a squadre)